# Vrije Basisschool de VLAM
De Vrije Basisschool de VLAM is een basisschool in Vlamertinge (Ieper) met een kleuterschool en een lagere school. De school maakt tegenwoordig deel uit van de scholengemeenschap Ieper-Rand-Heuvelland.

## Historiek

### Oprichting
De VLAM, toen nog de Sint-Jozefschool, werd opgericht in 1879 als directe reactie op de wet Van Humbeeck en in volle schoolstrijd. De jongensschool werd ingericht in een gebouw op de Dorpsplaats in Vlamertinge. 
Door de derde organieke wet van 20 september 1884 van de katholieken werd de situatie terug hersteld als voor 1879, en conform de schoolwet van 1842 kon de Sint-Jozefschool terug als "aangenomen" school in Vlamertinge functioneren.

### Eerste Wereldoorlog
Bij de uitbraak van de Eerste Wereldoorlog vielen de lessen in de Sint-Jozefschool stil. Van oktober 1914 tot april 1915 werden gekwetste Franse soldaten in het gebouw verzorgd en was de school een eerste doorgangshospitaal. Een obus vernielde het gebouw op 11 augustus 1915.  
Toen na de Eerste Wereldoorlog de school heropende, gebeurde dit in voorlopige lokalen opgetrokken uit hout en tentstof, een oplossing gefinancierd met tussenkomst van het Koning Albertfonds. Het was graaf Maurice du Parc die de school een echte doorstart gaf, toen hij in 1924 een schoolgebouw liet bouwen op zijn gronden. De school in de Hospitaalstraat, op de huidige locatie, opende op 12 april 1926.

### Fusie
In 1970 fuseerden de Vlamertingse jongensschool met de meisjesschool. De nieuwe gevormde school kreeg Vrije School Vlamertinge als naam. Het duurde nog enkele jaren voordat er effectief gemengd onderwijs werd gegeven. 
Twee kilometer naar het westen, in het gehucht Brandhoek, richtte de school in 1978 een wijkschooltje op (de Brandhoekschool). Kinderen van het eerste, tweede en derde kleuterklas kunnen er sindsdien school lopen.
In 2008 kreeg de Vrije School een nieuwe naam: de VLAM..